# I. Antef
I. Antef Szehertaui [jnj.(j)tj=f s-hr-t3.w(j)] (ur.: kb. i. e. 2134 – i. e. 2117) a XI. dinasztia harmadik tagja, és valószínűleg a második, aki a királyi címet viselte, bár az első, akinek névgyűrűbe írt nevét meg is találták egykorú emlékeken. I. Montuhotep és I. Noferu idősebb fia. 

## Uralkodása
Uralkodási idejéről az egyiptológusoknak különböző elképzeléseik vannak. Van, aki szerint összesen három évig, mások hat–hét évnyi, sőt akár tizenhét év uralkodási időt adnak neki. További vélemény szerint apja és ő összesen tizenöt évig uralkodtak.
Antef uralkodásáról nem sokat tudni. Abban az időben székvárosát, Uaszetet (Théba) a közeli ellenség, Anhtifi és a távoli, a hahninszui (Hérakleopolisz Magna) uralkodóház fenyegette. A Hórusz-név az igények és óhajok kifejezése az első átmeneti korban több darabra szakadó Egyiptomban, miközben tényleges befolyása talán alig terjedt túl Uaszeten. II. Antef már Kebu (Antaiopolisz) városáig nyomult előre, és nem tudni, hogy a harcok melyik fázisában lépett trónra. Ezért elképzelhető, hogy I. Antef győzte le Anhtifit, aki nem sokkal korábban még Uaszetet fenyegette. Talán kortársa volt Tefibnek is.
Mégis gazdaságilag és politikailag azonban stabil lehetett a kor, hiszen Antef hatalmas méretű sírt építtetett. A sírt Szaff el-Davabának nevezik a mai helyiek, amiből a szaff szó sort jelent. A szaffsírokat egy udvar, az arról nyíló, oszlopsoros homlokzaton keresztül megközelíthető sziklasír jelző. Antef udvara 300×54 méteres, mintegy 400 000 m³ térfogatú. A következő két uralkodó ehhez hasonló szaffsírt építtetett, amelyek nem különülnek el a közrendűek temetőjétől, ahogyan azt az óbirodalmi hagyományok megkövetelnék.
Antef feleségéről és gyermekeiről nincs adat. Halála után öccse, Uahanh követte II. Antef néven.

## Titulatúra
Antef nevének egy névgyűrű nélküli előfordulása:
| D21 · Q3 · D36 | F4 · D36 | D2 · D1 · O29 · N35 | M23 | W25 | N35 · X1 · I9 | A1 |

| D21 · Q3 · D36 | F4 · D36 | D2 · D1 · O29 · N35 | M23 | W25 | N35 · X1 · I9 | A1 |

A fáraók titulatúrájának magyarázatát és történetét lásd az Ötelemű titulatúra szócikkben.
| G5 |

| G5 |

| S29 | O4 · r | N19 |

| S29 | O4 · r | N19 |

| S29 | O4 · r | N19 |

| S29 | O4 · r | N19 |

| G5 |

| G5 |

| S29 | O4 · r | N19 |

| S29 | O4 · r | N19 |

| S29 | O4 · r | N19 |

| S29 | O4 · r | N19 |

| G39 | N5 | \| \| |
|     |    |       |

|  |

| G39 | N5 | \| \| |
|     |    |       |

|  |

| W25 | N35 · X1 · I9 |

| W25 | N35 · X1 · I9 |

| W25 | N35 · X1 · I9 |

| W25 | N35 · X1 · I9 |

| W25 | N35 · X1 · I9 |

| W25 | N35 · X1 · I9 |

| W25 | N35 · X1 · I9 |

| W25 | N35 · X1 · I9 |

| G39 | N5 | \| \| |
|     |    |       |

|  |

| G39 | N5 | \| \| |
|     |    |       |

|  |

| W25 | N35 · X1 · I9 |

| W25 | N35 · X1 · I9 |

| W25 | N35 · X1 · I9 |

| W25 | N35 · X1 · I9 |

| W25 | N35 · X1 · I9 |

| W25 | N35 · X1 · I9 |

| W25 | N35 · X1 · I9 |

| W25 | N35 · X1 · I9 |

III. Thotmesz kápolnájában „örökös herceg”, máshol „örökös herceg, nemes és nagy úr az uaszeti szepatban”, egy tariri (Dendera) sztélén „a nagy déli fejedelem”.